# Yvonne Simon
Yvonne Simon (geboren 1917 in Troyes, Département Aube, Frankreich; gestorben am 16. August 1992, möglicherweise ebenfalls in Troyes) war eine französische Automobil-Rennfahrerin. Sie war unmittelbar vor und nach dem Zweiten Weltkrieg bis in die zweite Hälfte der 1950er-Jahre aktiv, vor allem bei Langstreckenrennen in Frankreich und Italien. Sie fuhr insbesondere bei Rundstreckenrennen mit Sportwagen, bei Mehrtages-Rallyes und Bergrennen, unter anderem zweimal beim 24-Stunden-Rennen von Le Mans und einmal bei der Mille Miglia. Zusammen mit ihrer britischen Co-Pilotin Betty Haig war Simon ab 1951 für mehr als zwei Jahrzehnte die letzte Fahrerin, die das 24-Stunden-Rennen von Le Mans beenden konnte. Sie war eine der ersten Frauen, die mit einem eigenen Ferrari antrat, und zu ihrer Zeit eine der bekanntesten und erfolgreichsten Motorsport-„Amazonen“.

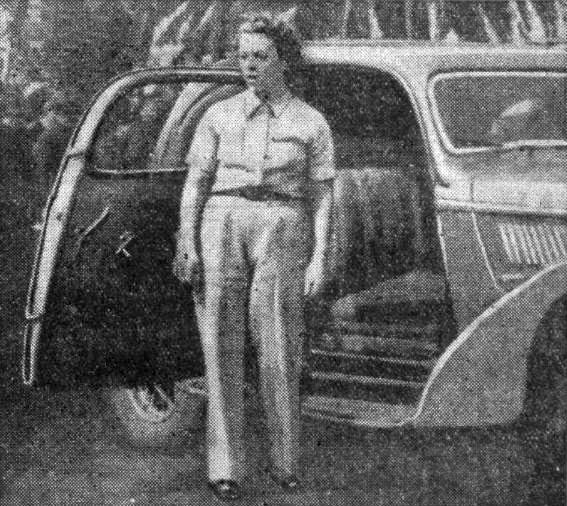
Yvonne Simon in Saint-Raphaël, 1939

## Hintergrund
Yvonne Simon gehört zu einem kleinen Kreis von Automobilrennfahrerinnen aus verschiedenen Ländern, die sowohl vor als auch nach dem Zweiten Weltkrieg erfolgreich waren. Dazu zählen neben ihr und Betty Haig auch die Italienerin Anna Maria Peduzzi (auch bekannt unter ihren Spitznamen Marocchina und Moroccan Girl), Germaine Rouault, Charlotte Versigny, Fernande de Cortanze (geb. Hustinx, Mutter des Rennfahrers André de Cortanze) und die Norwegerin Greta Molander. Mit den veränderten wirtschaftlichen und gesellschaftlichen Verhältnissen nach dem Krieg folgten für mehrere Jahrzehnte nur wenige Rennfahrerinnen nach, darunter Gilberte Thirion und Annie Bousquet.

## Leben
Yvonne Simon wuchs in Frankreich auf. Erste Motorsporterfolge konnte sie ab 1937 in ihrem Heimatland mit Anfang Zwanzig feiern, ehe der Zweite Weltkrieg weitere Rennsportaktivitäten unterband. Ihre Karriere als „Herrenfahrerin“, also als Amateur-Motorsportlerin ohne Werksvertrag mit einem Automobilhersteller, setzte sie ab 1949 fort. Sie kam insbesondere mit dem in Italien geborenen Rennfahrer Luigi Chinetti in Kontakt, der das 24-Stunden-Rennen von Le Mans 1932, 1934 und 1949 gewonnen hatte; er war während des Zweiten Weltkriegs in die Vereinigten Staaten emigriert und 1946 dort eingebürgert worden, lebte aber in der Nachkriegszeit in Paris, von wo aus er seinen ersten eigenen Rennstall betrieb. Über Chinetti, später erfolgreicher Ferrari-Importeur für die Vereinigten Staaten und Gründer des North American Racing Teams (N.A.R.T.), erwarb Simon 1950 ihren ersten Ferrari, einen 166 MM, dem bald ein zweiter folgte. Auf Ferraris bestritt sie mindestens 14 bedeutsame Langstreckenrennen. Ab 1953, Simon war inzwischen gut 35 Jahre alt, fuhr sie mehrere Rennen für das französische Privatteam Monopole mit deren leichten, selbst entworfenen Panhard-motorisierten Rennsportwagen, ehe sie ihre Karriere in der zweiten Hälfte der 1950er-Jahre mit Rallyes ausklingen ließ.
Zumeist war sie in Frankreich und Italien aktiv, vereinzelt auch in Belgien, der Bundesrepublik Deutschland und in Portugal. Mehrfach trat sie in reinen Damen-Fahrerteams an, so mit ihren Landsfrauen Suzanne Largeot und Rouault sowie der Britin Haig. Gemischte Fahrerpaarungen bildete sie bei Monopole mit ihren Landsleuten Jean de Montrémy und Jean Hémard. Am Rande der Motorsportveranstaltungen bewegte sie sich gern im Kreise ihrer befreundeten Rennfahrerkolleginnen und Landsfrauen, darunter neben Rouault auch die Tänzerin und „Bugatti-Queen“ Hellé Nice (1900–1984) und Anne-Cécile Rose-Itier (1890–1980).

## Karriere im Motorsport

### Fernfahrten, Rallyes und Bergrennen

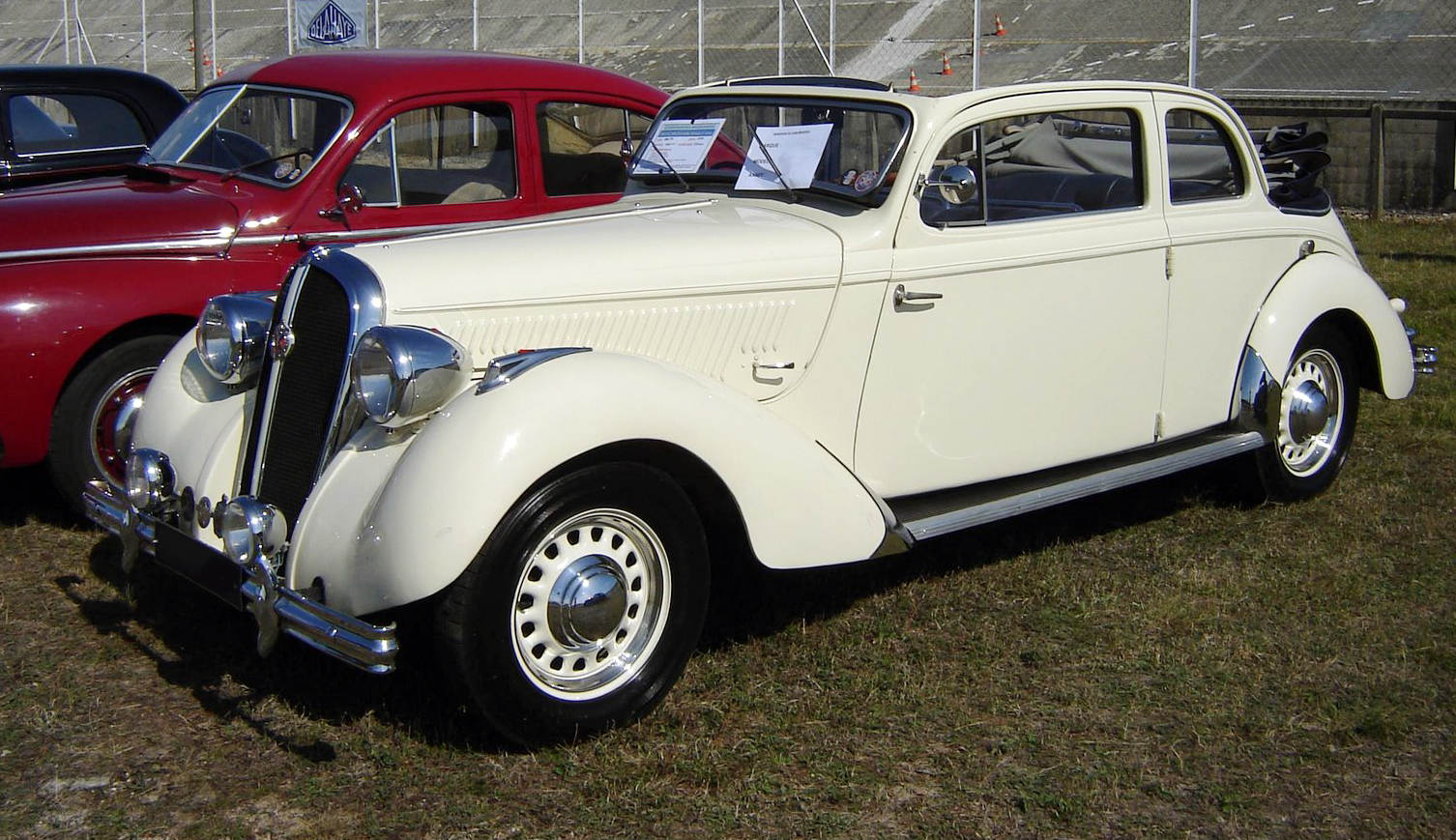
Ein Hotchkiss 686 mit 3,5-Liter-Sechszylinder-Motor, wie ihn Simon in ähnlicher Form bei der Rallye Monte Carlo 1938 und 1939 fuhr

Eines der ersten Rennen, das Yvonne Simon noch vor dem Ausbruch des Zweiten Weltkriegs bestritt, war die traditionsreiche Fernfahrt Lüttich–Rom–Lüttich; ihre Co-Pilotin Régine Gordine hatte hierbei ihr Motorsportdebüt, die die erkrankte Suzanne Largeot ersetzte und in den Folgejahren zu einer häufigen Partnerin Simons wurde. Im Jahr 1937 trat Simon auf einem Hotchkiss Grand Sport bei der Rallye Paris–Saint-Raphaël Féminin an, einer nur für Frauen ausgeschriebenen Fernfahrt durch Frankreich, und wurde auf Anhieb Zweite. Sie wurde zu einer regelmäßigen Teilnehmerin des angesehenen Rennens, das alljährlich seit 1929 ausgetragen wurde und regelmäßig über eine Distanz von 1500 bis 2500 Kilometer führte. Im Jahr 1939 siegte Simon bei der letzten Vorkriegsausgabe, weiterhin auf ihrem Hotchkiss. Diesen Sieg konnte sie in der Nachkriegszeit noch dreimal wiederholen, 1952 und 1953 auf einem Renault 4CV 1063 sowie 1954 auf einem Panhard Monopole 750.
Ebenfalls 1939 gewann Simon die Damenwertung Coupe des Dames der legendären Rallye Monte Carlo vom Startpunkt Athen aus. Bei ihrer ersten „Monte“ 1937, noch auf einem Matford, war sie hingegen ausgeschieden; 1938 erreichte sie das Ziel in Monte Carlo als Co-Pilotin von Luise Lamberjack auf deren Hotchkiss, je nach Quelle auf dem elften oder zweiten Rang. Hinzu kam 1939 der siebte Gesamtrang bei der Langstreckenrallye Paris–Nizza, wiederum auf Hotchkiss.
In der Nachkriegszeit bestritt sie weitere Male die Rallye Monte Carlo, so 1949 (die erste Nachkriegsausgabe) und mit ihrer Co-Pilotin Gordine jeweils mit einem Simca 8 Grand Sport Coupé in den Jahren 1951 und 1952. Dreimal hintereinander absolvierte sie das Bergrennen Aosta–Gran San Bernardo auf einem ihrer Ferraris, 1951 auf ihrem hellblauen Ferrari 166 MM Touring Berlinetta LM mit der Chassisnummer 0042M aus dem Jahr 1950 und in den beiden folgenden Jahren auf ihrem Ferrari 166 MM Zagato Spyder mit der Chassisnummer 0018M von 1949/50. Im Mai 1951 nahm sie an der Rallye Marokko (der 5. Rallye International de l’Atlas Marocain) teil und wurde Gesamt-Neunzehnte. Ihr Partner war hierbei noch mal Michel Kasse, mit dem sie bereits das 24-Stunden-Rennen von Le Mans 1950 bestritten hatte; ihr Einsatzfahrzeug war erneut der Ferrari 166 Export Vignale Spyder mit der Chassisnummer 0072E des Unternehmers und Rennfahrers Alberico Cacciari, den sie bereits bei der Mille Miglia 1951 pilotiert hatte.

### Langstreckenrennen auf der Rundstrecke

#### Vor dem Zweiten Weltkrieg
Eines der ersten Rundstreckenrennen bestritt Simon im September 1938 mit dem 12-Stunden-Rennen von Paris auf der Rennstrecke von Montlhéry; gemeinsam mit ihrer Partnerin Largeot belegte sie auf deren Simca 8 mit einer Distanz von 1151,656 Kilometern den 8. Platz im Gesamtklassement und den 2. Platz in der Klasse bis 1,1 Liter Hubraum.

#### Die Saison 1949
Im Juli 1949 nahm sie mit ihrer Partnerin Rouault am 24-Stunden-Rennen von Spa-Francorchamps auf einem Delahaye teil; in einem von Sportwagen dominierten Feld wurden sie Gesamtelfte und gewannen die Klasse der Tourenwagen bis 4,0 Liter Hubraum. Vermutlich wurde Luigi Chinetti, der Gesamtsieger des Rennens, hierbei auf Simon aufmerksam und förderte sie für die nächsten Jahre.

#### Die Saison 1950
Ab Sommer 1950 nutzte Simon ihren neu erworbenen Ferrari 166 MM Touring Berlinetta LM. Im Juni wurde sie Gesamtvierte und zugleich Klassensiegerin beim Circuito do Porto in Portugal. Eine Woche später schied sie mit ihrem Partner Michel Kasse, gemeldet in der Mannschaft von Luigi Chinetti, beim 24-Stunden-Rennen von Le Mans 1950 frühzeitig aus: Beim Anbremsen einer Kurve rutschte Simon in eine Auslaufzone mit Sand sowie Kies und fuhr sich dort fest. Da nach dem Reglement keine fremde Hilfe in Anspruch genommen werden durfte, grub sie den Wagen gemeinsam mit ihrem Co-Piloten frei und gelangte mit Hilfe von improvisierten Sandblechen wieder auf die Strecke zurück. Hierbei hatten sie jedoch den letzten Treibstoff verbraucht und blieben auf dem Weg zurück zur Box endgültig liegen. Gleichwohl erhielt sie vor Ort und in den Presseberichten Anerkennung für ihre tapferen Bemühungen.
Im nächsten Monat trat sie beim Sportwagenrennen Grand Prix de Rouen an, wo sie in einem Feld mit meist hubraumstärkeren Fahrzeugen Zwölfte wurde. Im August schied sie im Rahmen des Großen Preises von Deutschland beim Rheinland-Pfalz-Preis auf dem Nürburgring, dem vierten Lauf zur Deutschen Sportwagen-Meisterschaft, kurz vor Rennende aus, wurde aber noch als Zehnte ihrer Klasse gewertet.

#### Die Saison 1951
Im Jahr 1951 gelangen Yvonne Simon auf ihrem Ferrari gleich zwei Siege bei Sportwagenrennen in Nizza, darunter dem Circuit de Vitesse de Nice. Für die Mille Miglia 1951 Ende April schloss sie sich mit dem italienischen Unternehmer und Rennfahrer Alberico Cacciari aus Mailand zusammen; in dessen Ferrari 166 Export Vignale Spyder mit der Chassisnummer 0072E, der hier seine Rennpremiere hatte, kamen sie bei 426 gemeldeten Fahrzeugen auf dem 90. Gesamtrang ins Ziel, zugleich Platz 7 bei den Sportwagen bis 2,0 Liter Hubraum.
Für das 24-Stunden-Rennen von Le Mans 1951 im Juni war sie wieder auf ihrem eigenen Ferrari gemeldet. Erneut im Team von Luigi Chinetti, nun aber mit ihrer britischen Co-Pilotin Betty Haig, erzielte sie den viel beachteten 15. Gesamtrang, zugleich den dritten Platz bei den Sportwagen bis 2,0 Liter Hubraum. Der Erfolg fand umso mehr Beachtung, als sich auf den langen Geraden bei starkem Regen Wasser in den Bremstrommeln gesammelt und das Bremsen erschwert hatte; ähnlich wie im Vorjahr war Simon in eine Auslaufzone gerutscht, konnte ihr Rennen diesmal jedoch mit erheblicher Verzögerung und starkem Ölverbrauch fortsetzen. Für lange Zeit waren beide damit die letzten Fahrerinnen, die beim 24-Stunden-Rennen von Le Mans das Ziel erreichten; erst 1973 gelang Marie-Claude Charmasson (unter ihrem Pseudonym Marie-Claude Beaumont) dort die nächste Zielankunft einer Frau.
Im August 1951 schied Simon hingegen beim III. Giro delle Calabrie aus. In der Woche darauf wurde sie Gesamtsechste bei der Coppa Adriatica auf dem Circuito di Senigallia.

#### Die Saison 1952
Im Juni 1952 erzielte Simon beim Grand Prix de Reims auf ihrem Ferrari 166 MM Zagato den Gesamtrang 8, zugleich Platz 4 ihrer Klasse, schied hingegen im August beim Circuito di Senigallia aus. Einen Monat später bestritt sie – weiter auf ihrem Ferrari – den Großen Preis von Bari und wurde Gesamt-Dreizehnte. (Platz 6 ihrer Klasse).

#### Die Saison 1953
Bei der Mille Miglia 1953 im April war sie erstmals auf einem Fiat 1100 gemeldet, erstmals mit der Partnerin Paola Della Chiesa, startete jedoch nicht. Im Juni erreichte sie beim Gran Premio di Monza mit ihrem Ferrari den 11. Platz. Im Juli bestritt sie ihr erstes Rennen für Monopole: Beim 12-Stunden-Rennen von Reims wurde sie mit einem X85 und dem Mitbetreiber Hémard als Partner Gesamt-Vierzehnte. (Platz 6 ihrer Klasse). Im August absolvierte sie mit dem 12-Stunden-Rennen von Pescara 1953 das letzte große Rundstreckenrennen auf ihrem Ferrari.

#### Die Jahre 1954 und 1955
In den Jahren 1954 und 1955 fuhr Simon Rundstreckenrennen nur noch für Monopole. Im April 1954 kam sie beim Grand Prix de Nîmes als Vierte ins Ziel, im Juli beim 12-Stunden-Rennen von Reims schied sie hingegen mit ihrem Partner Jean de Montrémy durch Unfall aus. Ihr letztes großes Rundstreckenrennen war das Bol d’Or für Automobile 1955 in Montlhéry bei Paris zusammen mit de Montrémy, bei dem sie Gesamtzehnte und zugleich Zweite ihrer Klasse wurden.

## Die Ferrari-Sportwagen von Simon

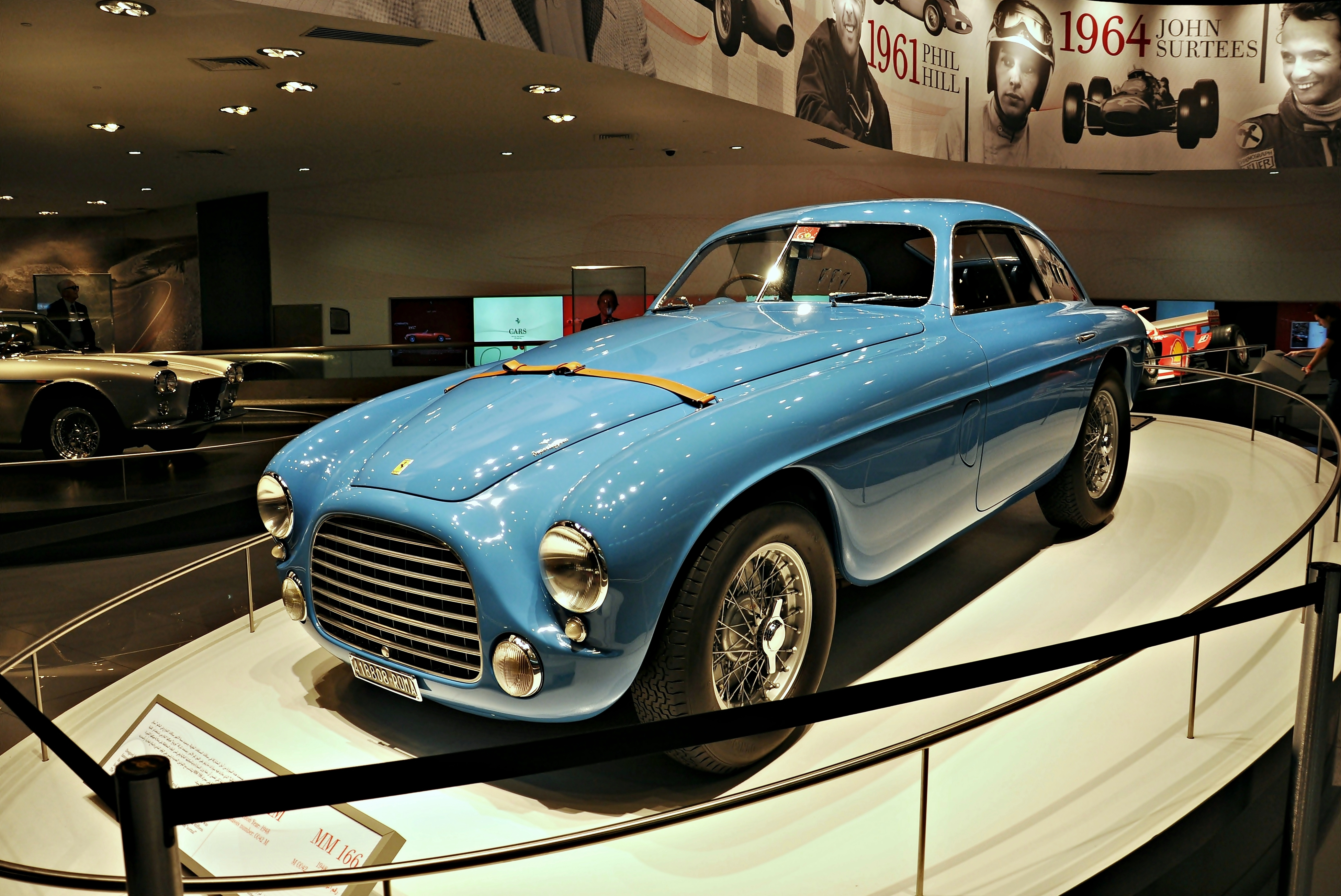
Der Ferrari 166 MM Touring Berlinetta LM mit der Chassisnummer 0042M, den Yvonne Simon 1950 neu erworben hatte und fast zwei Jahre lang einsetzte

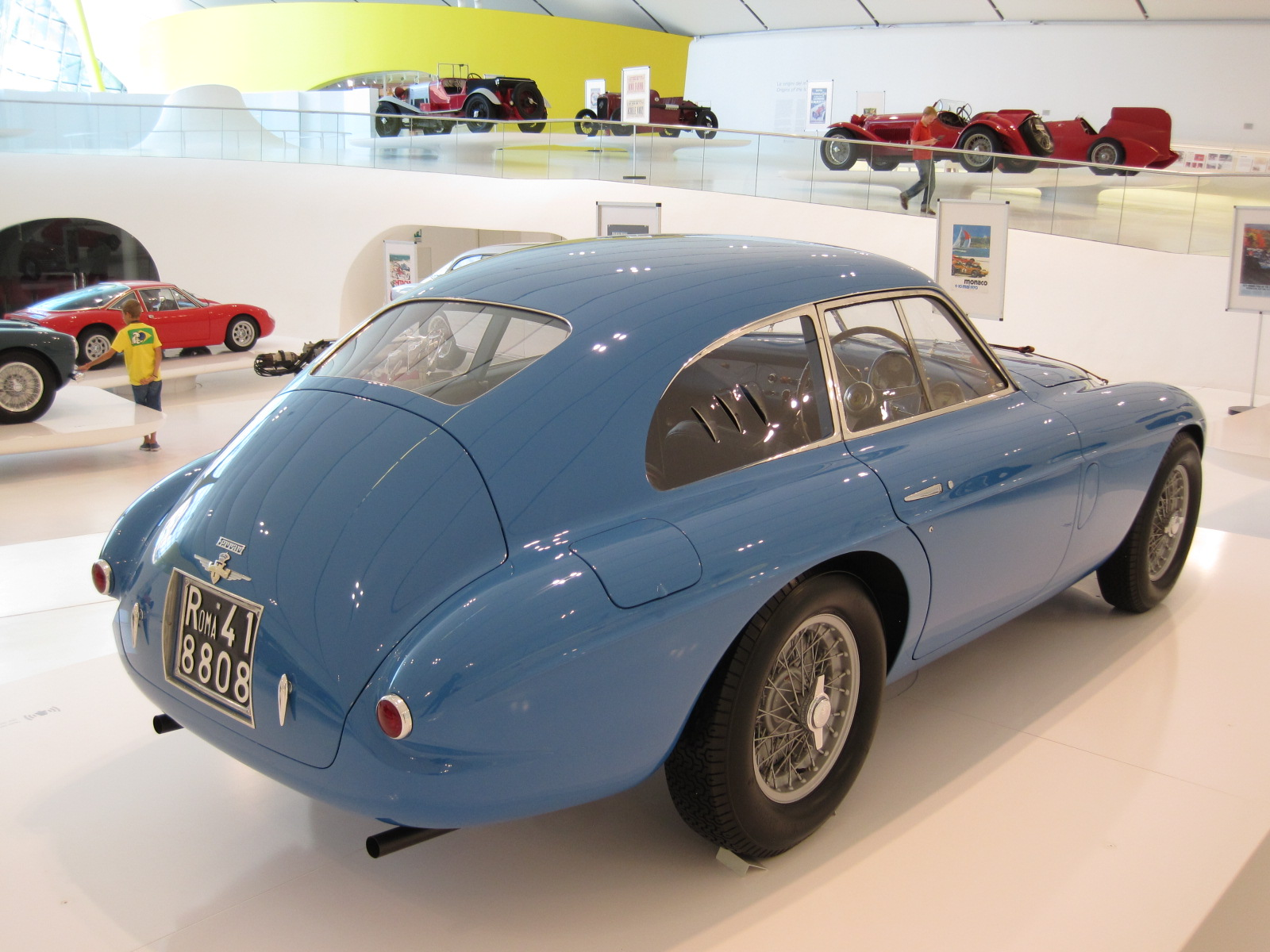
Derselbe Ferrari 166 MM, 2013 ausgestellt im Museo Enzo Ferrari im italienischen Modena (im Bild darüber ausgestellt 2011 in Abu Dhabi (VAE))

Yvonne Simon war eine der ersten Käuferinnen eines Ferraris. Im Frühjahr 1950 erwarb sie von Luigi Chinetti in Paris den hellblauen Ferrari 166 MM Touring Berlinetta LM mit der Chassisnummer 0042M. Abgesehen von der Farbe ähnelte das Fahrzeug demjenigen, das Ferrari auf dem Turiner Autosalon präsentiert hatte. Mit italienischer Zulassung setzte Simon es ab Juni 1950 zumindest bis August 1951 ein, darunter bei den 24-Stunden-Rennen von Le Mans 1950 und 1951. Sie verkaufte den Wagen danach an den italienischen Rennfahrer Gilberto Cornacchia, der seine Rennen allgemein unter dem Pseudonym „Serano“ bestritt; nach mehreren eigenen Einsätzen 1953 stellte er die Berlinetta ab Saisonende 1953 der Scuderia Autieri zur Verfügung. Das Fahrzeug hat bis heute überdauert und gehört seit Ende der 1970er-Jahre einem italienischen Ferrari-Sammler aus Modena, der es aufwendig restaurieren ließ und vereinzelt bei Jubiläen des Ferrari-Stammhauses präsentiert.
Ende 1951 kaufte Simon den Ferrari 166 MM mit der Chassisnummer 0018M. Das Fahrzeug mit dem kurzen Radstand von 2,20 Metern hatte der italienische Rennfahrer Antonio Stagnoli im Sommer 1949 als Neuwagen erworben, ursprünglich versehen mit einem einzelgefertigten, von Ugo Zagato entworfenen „Panoramica“-Berlinetta-Aufbau der Carrozzeria Zagato. Im August 1950 hatte Stagnoli ihn zum Zagato Spyder mit schlanker Zweisitzerkarosserie, freistehenden Rädern und abnehmbaren motorradartigen Kotflügeln umbauen lassen, wiederum als Einzelstück, das den früheren Spyder-Corsa-Modellen von Ferrari und Rennsporteinzelstücken der Carrozzeria Paolo Fontana und der Carrozzeria Campana ähnelt. Yvonne Simon setzte den Zagato Spyder von Ende 1951 bis Ende 1953 bei verschiedenen Rennen ein, darunter mehrere Grands Prix und zweimal beim Bergrennen Aosta–Gran San Bernardo. Der Verbleib des Wagens liegt weitgehend im Dunkeln: Bis in die 1960er-Jahre soll er sich in einem sehr schlechten Gesamtzustand befunden haben, technisch vollständig, aber mit schlechter Karosserie. 1968 fand er einen neuen Eigner, der ihn – wohl weiterhin unrestauriert – in Südfrankreich verwahrte, ehe er ihn innerhalb Frankreichs verkaufte. Seit 1953 wurde der Ferrari nicht mehr öffentlich präsentiert, der Verbleib ab 1999 ist unklar.
Einen dritten Ferrari aus der Frühzeit der Marke nutzte Yvonne Simon nur leihweise, den Ferrari 166 Export Vignale Spyder mit der Chassisnummer 0072E, den Alberico Cacciari aus Mailand 1951 neu erworben hatte. Nachdem Simon mit ihm die Mille Miglia 1951 und die Rallye Marokko bestritten hatte, ließ ihn Cacciari zunächst im Sommer 1951 bei der Carrozzeria Campana zum Spyder Corsa umbauen, nach weiteren Rennen sodann im Herbst 1952 bei der Carrozzeria Vignale zu einem auffälligen, modischen Spyder im Stil des Einzelstücks Ferrari 340 Mexico Vignale Spyder mit der Chassisnummer 0228AT. Auch der Verbleib dieses Wagens liegt weitgehend im Dunkeln: Cacciari verkaufte ihn nach dem Umbau an einen Brasilianer im Bundesstaat São Paulo, überführte den Sportwagen selbst und nahm dort damit noch an einem Rennen teil. 1961 wurde der Ferrari innerhalb Brasiliens weiterverkauft; sein Verbleib nach 1964 ist ungewiss.

## Statistik

### Le-Mans-Ergebnisse
| Jahr | Team           | Fahrzeug                             | Teamkollege  | Platzierung | Ausfallgrund              |
| ---- | -------------- | ------------------------------------ | ------------ | ----------- | ------------------------- |
| 1950 | Luigi Chinetti | Ferrari 166 MM Touring Berlinetta LM | Michel Kasse | Ausfall     | Unfall / Treibstoffmangel |
| 1951 | Luigi Chinetti | Ferrari 166 MM Touring Berlinetta LM | Betty Haig   | Rang 15     |                           |

### Rallye Paris–Saint-Raphaël Féminin
- 1937: 2. Gesamtrang auf Hotchkiss Grand Sport (hinter Germaine Rouault, vermutlich auf Delahaye)
- 1939: 1. Gesamtrang auf Hotchkiss Grand Sport (vor Germaine Rouault auf Delahaye 135 und Betty Haig auf MG)
- 1951: 2. Gesamtrang auf Ferrari (hinter Lucienne Alziary de Roquefort auf Panhard Dyna und vor Betty Haig auf MG)
- 1952: 1. Gesamtrang auf Renault (vor Lucienne Alziary de Roquefort auf Panhard Dyna und Madeleine Pochon auf Renault)
- 1953: 1. Gesamtrang auf Renault (vor Alexandra Hammersley auf Lancia Aurelia und Jane Bagarry/„Mlle de Warren“ auf Renault)
- 1954: 1. Gesamtrang auf Panhard Monopole (vor Lucienne Alziary de Roquefort auf Dyna Panhard und Gilberte Thirion auf Porsche 356)
- 1957: 1. Gesamtrang auf Panhard Monopole[21]

### Rallye Monte Carlo – Coupe des Dames (Damenwertung)
- 1939: 1. Platz (auf Hotchkiss zusammen mit Suzanne Largeot (Gesamtrang 8))[22]